# ミハイロ・ムドリク
ミハイロ・ムドリク（ウクライナ語: Михайло Петрович Мудрик, ラテン文字転写: Mykhailo Petrovych Mudryk, 2001年1月5日 - ）は、ウクライナ・ハルキウ州クラスノフラド出身のプロサッカー選手。ウクライナ代表。プレミアリーグ・チェルシーFC所属。ポジションはフォワード。

## 経歴

### クラブ
2010年にメタリスト・ハルキウの下部組織に入団。2014年にFCドニプロに移籍し、さらに2年後にシャフタール・ドネツクの下部組織に入団した。2018年11月1日、ウクライナ・カップのオリンピク・ドネツィク戦でトップチームデビュー。2018-19シーズンの後半戦は、アルセナル・キエフにローン移籍した。2020-21シーズンはデスナ・チェルニーヒウにローン移籍し、リーグ戦10試合に出場した。
2021年5月にロベルト・デ・ゼルビが監督に就任すると、本格的にチームの戦力となり、2021年9月18日のイリチヴェツ・マリウポリ戦で初ゴールを挙げた。ロシアによるウクライナ侵攻で公式戦が中止になるまで、11試合で2得点7アシストを記録し、チャンピオンズリーグでもグループステージの全6試合に出場していた。2021年のシャフタール・ドネツクの年間最優秀選手に選ばれたほか、2022年のウクライナの年間最優秀選手にも選ばれた。
2023年1月15日、イングランドのチェルシーに8年半契約で移籍。移籍金はウクライナサッカー史上最高額となる7,500万ユーロ＋出来高2,500万ユーロ程とされており、シャフタールはその中から2,500万ドルをウクライナ兵や遺族支援に寄付することを発表した。2023年1月21日、プレミアリーグのリヴァプール戦で移籍後初出場。2月4日のフラム戦で移籍後初のスタメン出場。
2023年8月8日、背番号を10番に変更したことが発表された。10月3日に行われたフラム戦で移籍後初ゴールを挙げた。
2024年12月17日、ドーピング検査で陽性反応が示された。ムドリクは「禁止薬物を故意に摂取したことはない」としている。2025年6月18日、FAはドーピング違反の疑いでムドリクを告発し、最長で4年の出場停止処分となる可能性がある。2024年12月以降、ムドリクは（怪我も含めて）試合には出場していない。

### 代表
各世代別代表に選出されており、2022年5月11日に行われたボルシアMGとの親善試合では先制点を挙げた。6月1日、2022 FIFAワールドカップ・ヨーロッパ予選のプレーオフのスコットランド戦に途中出場し、代表デビューした。
2024年6月7日、UEFA EURO 2024のウクライナ代表に選ばれた。
2024年10月12日、UEFAネイションズリーグのジョージア戦で前半35分に挙げた先制点を皮切りにキーパス1本、デュエル勝利数8を記録するなど高プレイを連発したことにより、勝利に貢献し、同試合のマン・オブ・ザ・マッチに選ばれた。

## 人物・エピソード
敬虔なクリスチャンであり、首には「Only Jesus」と書かれたタトゥーが施されている。幼少の頃に、社交ダンスのレッスンを受けることがサッカーをするための条件として母から提示され、2年間社交ダンスを習っていた。

## 個人成績

### クラブ
| 国内大会個人成績 | 国内大会個人成績         | 国内大会個人成績 | 国内大会個人成績 | 国内大会個人成績 | 国内大会個人成績 | 国内大会個人成績 | 国内大会個人成績 | 国内大会個人成績 | 国内大会個人成績 | 国内大会個人成績 | 国内大会個人成績 |
| 年度             | クラブ                   | 背番号           | リーグ           | リーグ戦         | リーグ戦         | リーグ杯         | リーグ杯         | オープン杯       | オープン杯       | 期間通算         | 期間通算         |
| 年度             | クラブ                   | 背番号           | リーグ           | 出場             | 得点             | 出場             | 得点             | 出場             | 得点             | 出場             | 得点             |
| ウクライナ       | ウクライナ               | ウクライナ       | ウクライナ       | リーグ戦         | リーグ戦         | リーグ杯         | リーグ杯         | ウクライナ杯     | ウクライナ杯     | 期間通算         | 期間通算         |
| ---------------- | ------------------------ | ---------------- | ---------------- | ---------------- | ---------------- | ---------------- | ---------------- | ---------------- | ---------------- | ---------------- | ---------------- |
| 2018-19          | シャフタール・ドネツィク | 91               | プレミアリーガ   | 0                | 0                | -                | -                | 1                | 0                | 1                | 0                |
| 2018-19          | アルセナル・キーウ       | 91               | プレミアリーガ   | 10               | 0                | -                | -                | -                | -                | 10               | 0                |
| 2019-20          | シャフタール・ドネツィク | 91               | プレミアリーガ   | 3                | 0                | -                | -                | 0                | 0                | 3                | 0                |
| 2020-21          | デスナ・チェルニーヒウ   | 14               | プレミアリーガ   | 10               | 0                | -                | -                | 1                | 0                | 11               | 0                |
| 2020-21          | シャフタール・ドネツィク | 91               | プレミアリーガ   | 3                | 0                | -                | -                | -                | -                | 3                | 0                |
| 2021-22          | シャフタール・ドネツィク | 20               | プレミアリーガ   | 11               | 2                | -                | -                | 1                | 0                | 12               | 2                |
| 2022-23          | シャフタール・ドネツィク | 10               | プレミアリーガ   | 12               | 7                | -                | -                | -                | -                | 12               | 7                |
| イングランド     | イングランド             | イングランド     | イングランド     | リーグ戦         | リーグ戦         | FLカップ         | FLカップ         | FAカップ         | FAカップ         | 期間通算         | 期間通算         |
| 2022-23          | チェルシー               | 15               | プレミアリーグ   | 15               | 0                | -                | -                | -                | -                | 15               | 0                |
| 2023-24          | チェルシー               | 10               | プレミアリーグ   | 31               | 5                | 5                | 1                | 5                | 1                | 41               | 7                |
| 2024-25          | チェルシー               | 10               | プレミアリーグ   | 7                | 0                | 2                | 0                | 0                | 0                | 9                | 0                |
| 通算             | ウクライナ               | ウクライナ       | プレミアリーガ   | 49               | 9                | -                | -                | 3                | 0                | 52               | 9                |
| 通算             | イングランド             | イングランド     | プレミアリーグ   | 53               | 5                | 7                | 1                | 5                | 1                | 65               | 7                |
| 総通算           | 総通算                   | 総通算           | 総通算           | 102              | 14               | 7                | 1                | 8                | 1                | 117              | 16               |

### 代表
| ウクライナ代表 | 国際Aマッチ | 国際Aマッチ |
| 年             | 出場        | 得点        |
| -------------- | ----------- | ----------- |
| 2022           | 8           | 0           |
| 2023           | 8           | 1           |
| 2024           | 10          | 2           |
| 通算           | 28          | 3           |

#### ゴール
| #  | 年月日         | 開催地                              | 対戦国       | 勝敗 | 試合概要                               |
| -- | -------------- | ----------------------------------- | ------------ | ---- | -------------------------------------- |
| 1. | 2023年10月17日 | National Stadium（ マルタ）         | マルタ       | ○3-1 | UEFA EURO 2024予選                     |
| 2. | 2024年3月26日  | ヴロツワフ市立競技場（ ポーランド） | アイスランド | ○2-1 | UEFA EURO 2024予選                     |
| 3. | 2024年10月11日 | ポズナン市立競技場（ ポーランド）   | ジョージア   | ○1-0 | UEFAネーションズリーグ2024-25・リーグB |